# Верхняя Крынка (Макеевский городской совет)
Верхняя Крынка (укр. Верхня Кринка) — село на Украине, находится в Макеевском городском совете Донецкой области. Находится под контролем самопровозглашённой Донецкой Народной Республики.

## География
Село расположено на левом берегу реки под названием Крынка.

#### Соседние населённые пункты по странам света
С:  Щебёнка, Шапошниково
СЗ: Верхняя Крынка (Енакиевского горсовета; выше по течению Крынки), Корсунь, Шевченко
СВ: Авиловка, город Енакиево
З: Новосёловка (на противоположном берегу Крынки)
В: Новомосковское, Розовка, город Ждановка
ЮЗ: Новомарьевка (на противоположном берегу Крынки), Алмазное, Монахово, Красная Заря, Новый Свет, Ханженково-Северный, город Макеевка
Ю, ЮВ: Нижняя Крынка (ниже по течению Крынки)

## Население
Население по переписи 2001 года составляло 561 человека.

## Адрес местного совета
86190, Макеевский городской совет, с. Верхняя Крынка, ул. Советская, 5.